# Edo (staat)
Edo state  is een Nigeriaanse staat. De hoofdstad is Benin City, de staat heeft 3.632.197 inwoners (2007) en een oppervlakte van 17.802 km².

## Geografie
De staat is gelegen in het centrale zuiden van Nigeria, aan de rand van de Nigerdelta. Het noordoosten van de staat ligt op de rechteroever van de rivier de Niger en het zuidwesten wordt beheerst door de hoofdstad en historische stad Benin City. In het westen en noordwesten grenst Edo aan de staat Ondo, in het zuiden aan Delta en in het noordoosten aan Kogi.

## Lokale bestuurseenheden
De staat is verdeeld in 18 lokale bestuurseenheden (Local Government Areas of LGA's).
Dit zijn:
| - Akoko-Edo - Egor - Esan-Central - Esan-North-East - Esan-South-East - Esan-West - Etsako-Central - Etsako-East - Etsako-West |  | - Iguegben - Ikpoba-Okha - Oredo - Orhionmwon - Ovia-North-East - Ovia-South-West - Owan-East - Owan-West - Uhunmwonde |

Abia · Adamawa · Akwa Ibom · Anambra · Bauchi · Bayelsa · Benue · Borno · Cross River · Delta · Ebonyi · Edo · Ekiti · Enugu · Gombe · Imo · Jigawa · Kaduna · Kano · Katsina · Kebbi · Kogi · Kwara · Lagos · Nassarawa · Niger · Ogun · Ondo · Osun · Oyo · Plateau · Rivers · Sokoto · Taraba · Yobe · Zamfara
Federaal district: Federal Capital Territory